# Agustín Antolínez
Agustín Antolínez (1554-1624) est un religieux catholique espagnol, promoteur d'une réforme déchaussée dans l'ordre des Ermites de Saint-Augustin. Titulaire d'une chaire de théologie à l'université de Salamanque, il a été nommé évêque de Ciudad Rodrigo, puis archevêque de Saint-Jacques-de-Compostelle.

## Biographie

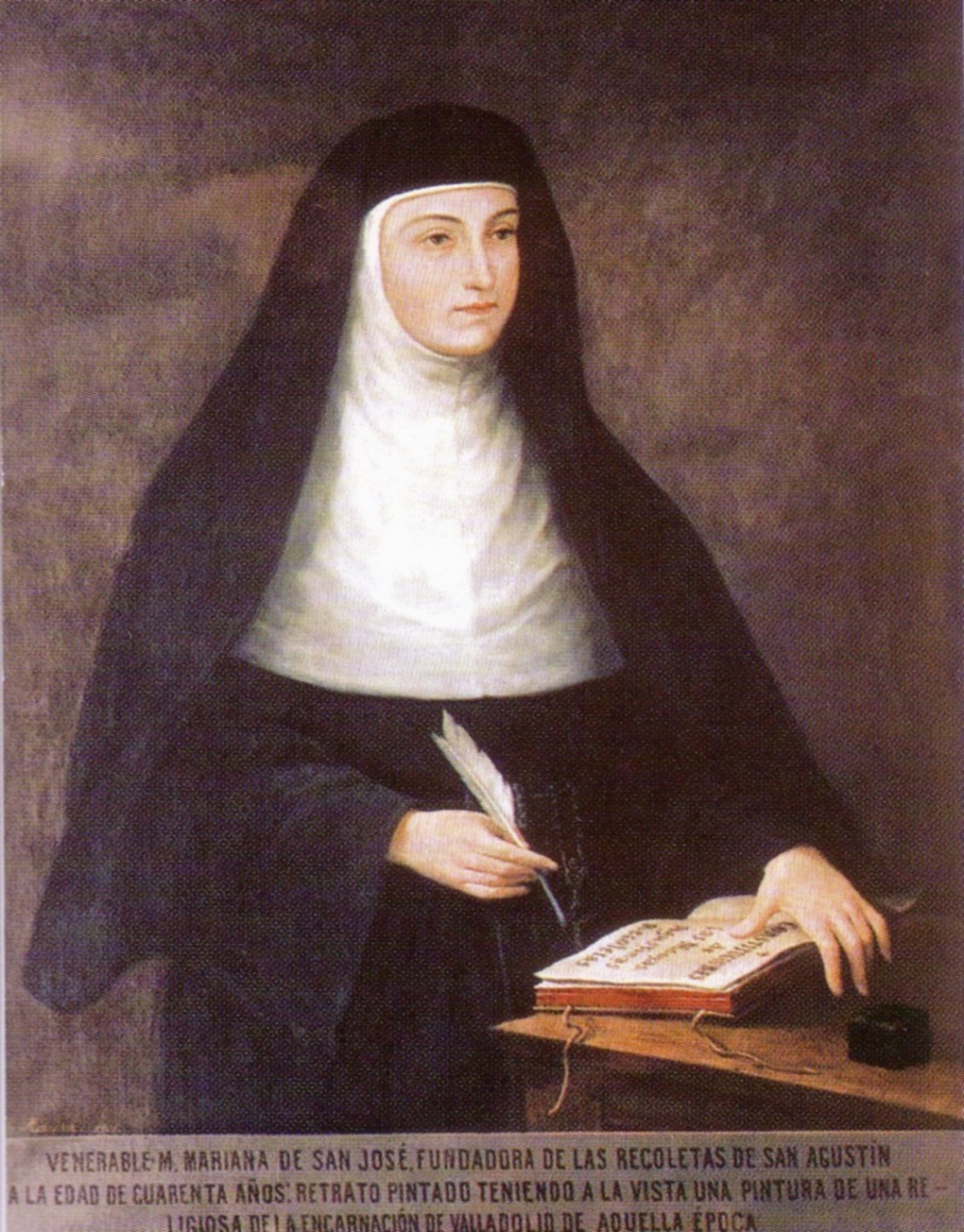
Mère Mariana de San José.

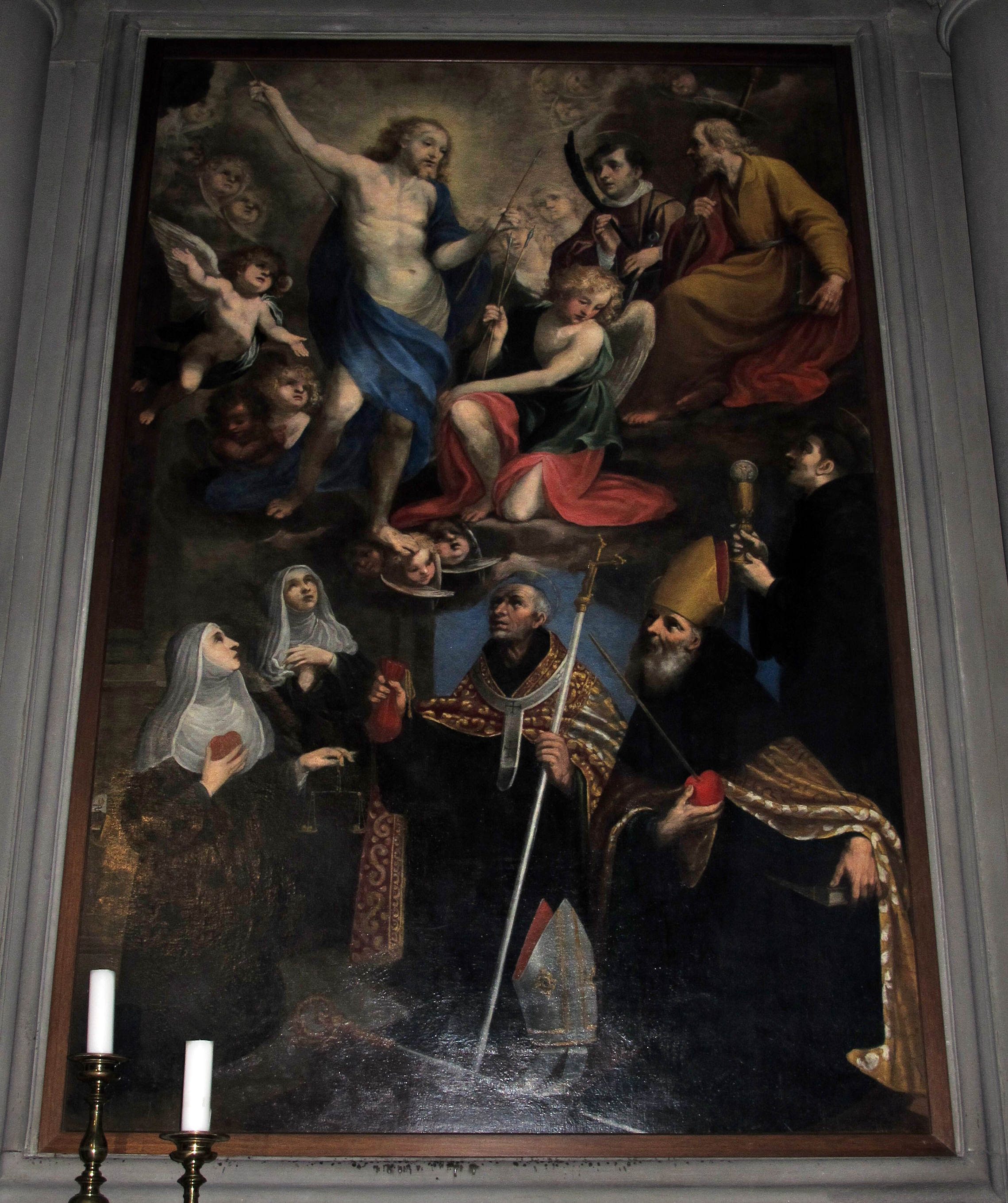
Claire de Montefalco, Rita de Cascia, Thomas de Villeneuve, Augustin d'Hippone et Jean de Saint-Facond

Antolínez est né le 6 décembre 1554. Entré chez les Ermites de Saint-Augustin, il devient provincial de Castille en 1598, où il poursuit le projet de récollection de certaines maisons. Le 24 août 1623, il est nommé évêque de Ciudad Rodrigo, puis archevêque de Saint-Jacques-de-Compostelle, le 26 août 1624, avant de décéder, le 19 juin 1626.
Professeur de théologie à l'université de Salamanque, il prend parti en faveur de la doctrine de Luis de Molina, à l'occasion de la controverse De Auxiliis. Dans ce débat espagnol sur la Grâce, qui annonce la question janséniste, il défend ainsi, avec Luis de León, le libre-arbitre contre la prédestination. C'est toutefois par son activité réformatrice qu'Antolínez s'est essentiellement fait connaître. En tant que provincial de Castille, il s'est en effet retrouvé à la tête de communautés travaillées par le désir d'une vie religieuse plus stricte et plus contemplative, sur le modèle du Carmel déchaussé de Thérèse d'Avila.
Ce désir s'était fait jour en 1588, au chapitre de la province, célébré à Tolède. Pour y répondre, le prestigieux Luis de León avait rédigé une Forme de vie, approuvée par le définiteur provincial en 1589, puis par le Saint-Siège en 1597. Partie du couvent de Talavera de la Reina, la réforme comptait cinq couvents de récollection en 1602, année où ceux-ci se constituent en une Province de saint Augustin des frères récollets déchaussés de Castille, dépendant directement du général de l'ordre. En 1605, un deuxième chapitre provincial est célébré, dont l'élan missionnaire se concrétisera, un an plus tard, avec la première expédition missionnaire aux Philippines. En 1621, la réforme est reconnue comme une congrégation religieuse : elle compte désormais quatre provinces en Espagne et une aux Philippines, et jouit d'une certaine autonomie à l'intérieur de l'Ordre. Non content d'accompagner et de stimuler ce mouvement, Antolínez contribue à l'étendre aux moniales augustines, en collaboration avec la mère Mariana de San José. En effet, sous la direction du provincial et avec l'assistance d'Alonso de Orozco, cette religieuse fonde, en 1603, à Eibar, un monastère d'augustines récollettes contemplatives, qui vient s'ajouter aux deux maisons du même type, ouvertes à Madrid et à Salamanque depuis 1589.

## Postérité
Actuellement, les augustins récollets ne sont plus une congrégation mais forment un ordre distinct, autonome depuis 1912. Quant aux moniales augustines récollettes, elles sont regroupées en deux fédérations, l'une relevant de l'Espagne et l'autre du Mexique. Il est important de souligner qu'à destination des religieuses réformées, Antolinez avait rédigé de nouvelles constitutions, qui ont été approuvées par le pape Paul V en 1616, et dans lesquelles on retrouve les grandes caractéristiques de l'esprit déchaussé : austérité de vie, stricte observance et primat de la contemplation, avec une accentuation typiquement augustinienne sur la cohésion communautaire. Ces mêmes traits se dégagent des autres œuvres laissées par Antolinez : un commentaire, resté manuscrit, des poésies mystiques du carme déchaux Jean de la Croix, ainsi que deux hagiographies en quelque sorte familiales, puisqu'elles sont consacrées respectivement à Jean de Saint-Facond et Claire de Montefalco, deux saints augustiniens.
À la même époque, des augustins belges, comme Jean Neeffs ou Cornelius De Corte, s'illustreront dans ce genre de la biographie édifiante, à la gloire des personnages illustres de l'Ordre.